# Režim
Režim (fr. régime, od lat. regere — vladati) se odnosi na skup uslova, najčešće političke prirode — državni poredak, način vladanja. Takođe, može se odnositi na tačno određen red života, rada, odmora, prehrane i dr. Zatim, sastav pravila i mera potrebnih za neki cilj (npr. režim ekonomije, režim studija). Izvedenica režimlija znači pristaša režima, „vladinovac“; obično: politički prevrtljivac, pristaša svakog režima.

## Literatura
- Klaić, Bratoljub (1987). Rječnik  stranih  riječi. Zagreb: Nakladni zavod MH.